# The Ultimate Fighter: Team Rampage vs Team Forrest Finale
The Ultimate Fighter: Team Rampage vs. Team Forrest Finale (noto anche come The Ultimate Fighter 7 Finale) è stato un evento di arti marziali miste organizzato dall'Ultimate Fighting Championship (UFC) il 21 giugno 2008.

## Retroscena
In primo piano c'erano le finali di The Ultimate Fighter: Team Rampage vs. Team Forrest nella divisione dei Pesi medi, nonché un evento principale tra Kendall Grove e Evan Tanner. Questo fu l'ultimo combattimento di Evan Tanner durante la sua vita prima della sua prematura morte tre mesi dopo.
Un incontro dei pesi medi tra Tim Credeur e Cale Yarbrough è stato annullato poco prima dell'evento perché Credeur era risultato positivo all'Adderall, una sostanza vietata dalla Nevada State Athletic Commission.

## Risultati
|                                                                      | Divisione       |                 |                 |                  | Metodo                                  | Round           | Tempo           | Premio          |
| Card principale                                                      | Card principale | Card principale | Card principale | Card principale  | Card principale                         | Card principale | Card principale | Card principale |
| -------------------------------------------------------------------- | --------------- | --------------- | --------------- | ---------------- | --------------------------------------- | --------------- | --------------- | --------------- |
|                                                                      | Pesi Medi       | Kendall Grove   | batte           | Evan Tanner      | Decisione divisa (28-29, 30-26, 30-26)  | 3               | 5:00            |                 |
| Finale del torneo The Ultimate Fighter: Team Rampage vs Team Forrest | Pesi Medi       | Amir Sadollah   | batte           | C.B. Dollaway    | Sottomissione (armbar)                  | 1               | 3:02            |                 |
|                                                                      | Pesi Welter     | Diego Sanchez   | batte           | Luigi Fioravanti | KO Tecnico (pugni)                      | 3               | 4:07            |                 |
|                                                                      | Pesi Leggeri    | Spencer Fisher  | batte           | Jeremy Stephens  | Decisione unanime (29-28, 29-28, 29-28) | 3               | 5:00            |                 |
|                                                                      | Pesi Medi       | Matt Riddle     | batte           | Dante Rivera     | Decisione unanime (30-27, 30-27, 29-28) | 3               | 5:00            |                 |
| Card preliminare                                                     |                 |                 |                 |                  |                                         |                 |                 |                 |
|                                                                      | Pesi Welter     | Dustin Hazelett | batte           | Josh Burkman     | Sottomissione (armbar)                  | 2               | 4:46            | SOTN FOTN       |
|                                                                      | Pesi Medi       | Drew McFedries  | batte           | Marvin Eastman   | KO Tecnico (pugni)                      | 1               | 1:08            | KOTN            |
|                                                                      | Pesi Welter     | Matt Brown      | batte           | Matt Arroyo      | KO Tecnico (pugni)                      | 2               | 3:40            |                 |
|                                                                      | Pesi Medi       | Dean Lister     | batte           | Jeremy Horn      | Sottomissione (guillotine choke)        | 1               | 3:52            |                 |
|                                                                      | Pesi Medi       | Rob Kimmons     | batte           | Rob Yundt        | Sottomissione (guillotine choke)        | 1               | 3:58            |                 |

## Premi
- FOTN: Fight of the Night (vengono premiati entrambi gli atleti per il miglior incontro dell'evento)
- SOTN: Submission of the Night (viene premiato il vincitore per la migliore sottomissione dell'evento)
- KOTN: Knockout of the Night (viene premiato il vincitore per il miglior knockout dell'evento)